# Česká opera

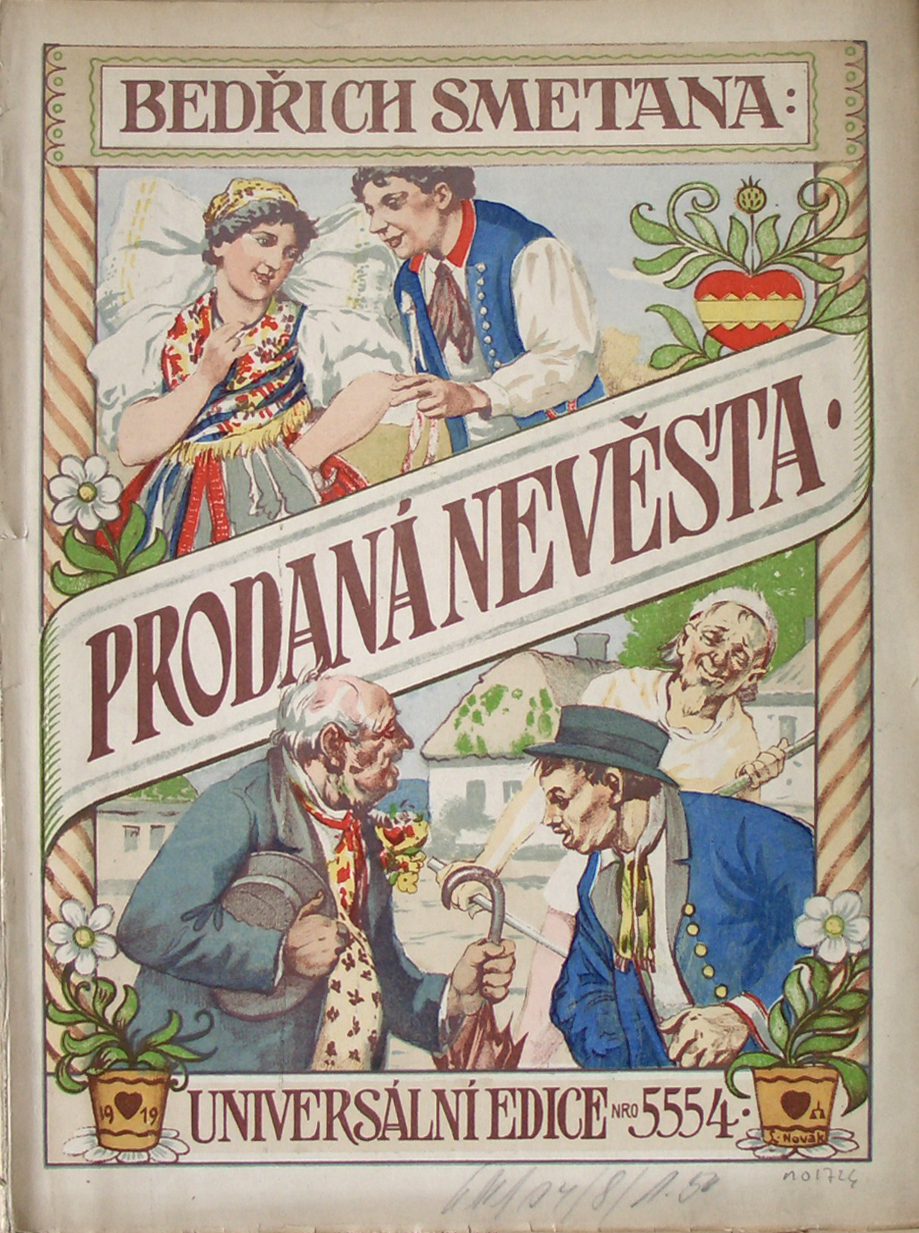
Plakát k inscenaci opery Prodaná něvěsta Bedřicha Smetany z roku 1919

Česká opera, či přesněji opera v Českých zemích je hudebně-dramatický divadelní fenomén, který se rozvíjel v zemích Koruny české od konce 17. století. Svého vrcholu česká opera dosáhla na konci 19. a počátku 20. století. V současné době je spíše marginálním hudebním žánrem.

## Vymezení pojmu
Pojem česká opera, případně opera v českých zemích zahrnuje jednak první operní skladby (barokní opera) prováděné především ve šlechtických sídlech. Zvláště silná a v evropském měřítku ojedinělá tradice barokní opery pak vznikla na některých moravských zámcích.
První operní představení provedená v Čechách a na Moravě byly především skladby italských, německých (rakouských) a českých autorů psaných zpravidla v italštině, případně též němčině, francouzštině či latině a teprve později se objevují původní opery od českých autorů v českém jazyce.
Významnou skupinu autorů pozdější české operní tvorby (zejména období romantismu) pak představují německy hovořící hudební skladatelé žijící a tvořící v Čechách, na Moravě a ve Slezsku včetně židovských, česky i německy hovořících autorů.

## Historie

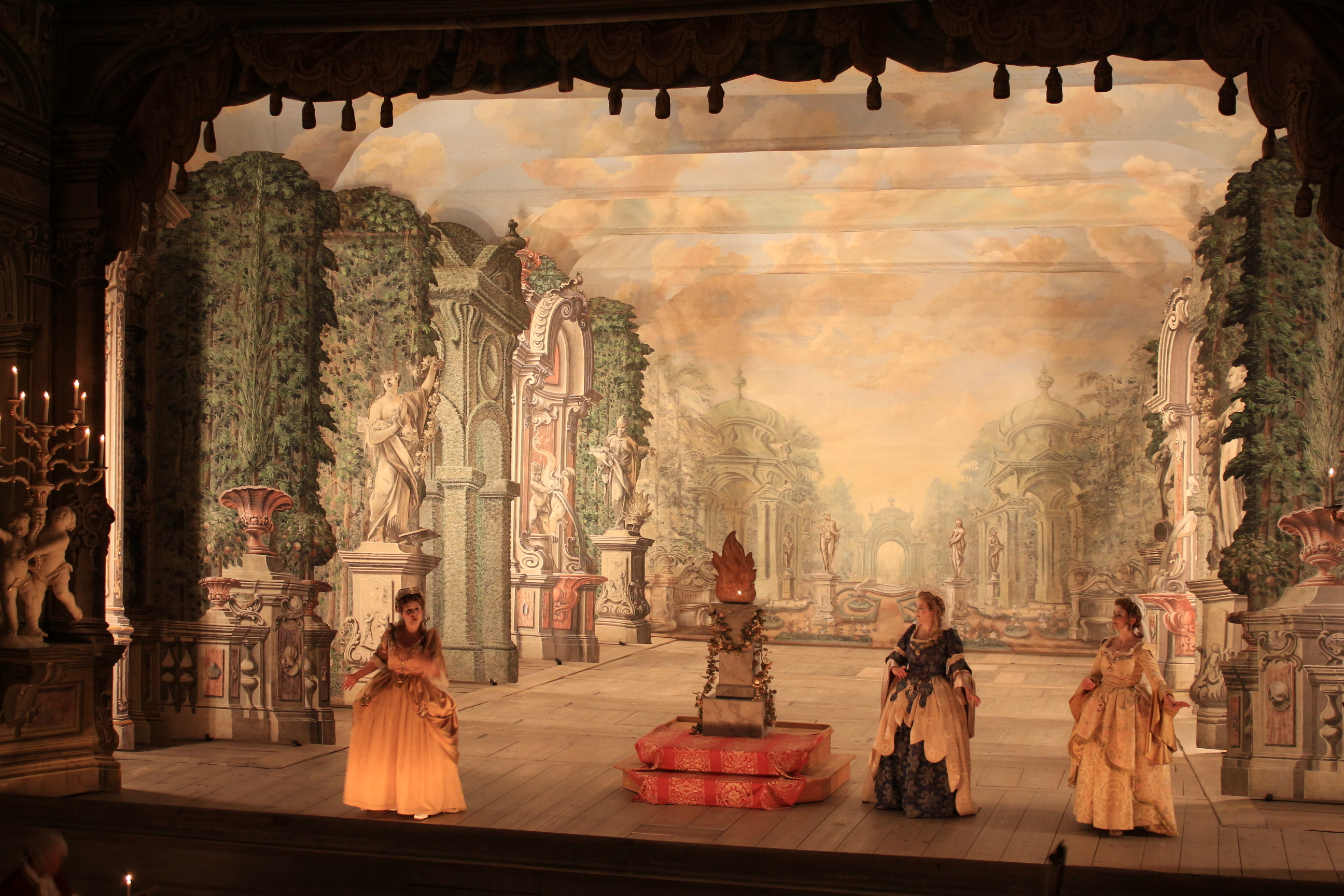
Barokní divadlo na zámku v Českém Krumlově. (Scéna z opery "Il natale d’Augusto" Antonia Caldary, říjen 2017)

Počátky opery v českých zemích lze sledovat do období baroka, kdy na české a moravské území pronikaly skladby italských skladatelů. První operní představení se do Českých zemí dostala zejména z Itálie, ale také z Rakouska či německých zemí. Rovněž první česká opera (dramma per musica) s názvem „L'origine di Jaromeritz in Moravia“ z roku 1730 zkomponovanou původně v italštině pro zámeckou kapelu hraběte Jana Adama z Questenberka v Jaroměřicích nad Rokytnou. Autorem hudby byl František Antonín Václav Míča. Opera zřejmě záhy zazněla v českém překladu Antonína Ferdinanda Dubravia jako „O původu Jaroměřic na Moravě“. Toto dílo je tedy považováno za historicky první dochovanou operu provozovanou v českém jazyce. Další opery v češtině se v Jaroměřicích nad Rokytnou prokazatelně hrály přinejmenším ještě v letech 1731 až 1737. 
Dalšími místy, kde se italská opera provozovala byly také zámky Holešov, Kroměříž, Mikulov, Náměšť nad Oslavou, či hospital Kuks, avšak v Jaroměřicích nad Rokytnou se barokní opera hrála nejdéle.